# Наро-Фоминск
На́ро-Фоми́нск е град в Русия, Московска област, административен център на Наро-Фомински район (без да влиза в състава му).

## География
Намира се на 7 километра югозападно от Троицкия административен окръг на Москва. Разположен е край река Нара (ляв приток на Ока). Населението на града е 62 295 души (1 януари 2014).

## История
За първи път се споменават съставните му села Фоминское и Нарское в завещанието на московския и владимиро-суздалски княз Иван I от 1339 г. Създаването на текстилна фабрика през 1840 г. се счита за основаване на общото селище, наричано село Наро-Фоминское от 1864 г.
Става център на уезд с 4 волости (1918), после - на волост (1922). Получава статут на работническо селище на 17 август 1925 г. и на град (с име Наро-Фоминск) след присъединяване на няколко села (15 март 1926). В резултат от продължителни германско-съветски боеве за овладяване на града (21 октомври – 26 декември 1941) в него са разрушени близо 700 сгради, включително и тъкачната фабрика.

## Други
Икономиката е представена от машиностроене, производство на пластмаси, огнеупорни изделия, трикотаж, парфюмерия и козметика, хранителна промишленост, домостроителен комбинат и др. Обслужва се от гара Нара на железопътната линия Москва – Киев и 2 автогари.
В града има няколко филиала на висши училища, филиал на научноизследователски институт. Работят регионален исторически музей, районен дворец на културата, нов кинотеатър (с 3 зали). Сред забележителностите са много паметници, посветени предимно на Втората световна война.